# Parinari sumatrana
Parinari sumatrana là một loài thực vật có hoa trong họ Cám. Loài này được (Jack) Benth. mô tả khoa học đầu tiên năm 1849.